# Tanjung Putus (Pegajahan)
Tanjung Putus is een bestuurslaag in het regentschap Serdang Bedagai van de provincie Noord-Sumatra, Indonesië. Tanjung Putus telt 722 inwoners (volkstelling 2010).